# بلد وين
بلد وين وهي مدينة من ضمن مدن الصومال وهي تقع في وسط الصومال في المنطقة الوسطى من وادي نهر شبيلى قرب أوغادين 206 ميلا (332 كيلومترا) إلى الشمال من العاصمة مقديشو. وتتكون من اربع مناطق رئيسية: أوكنوبر (بوندوين)، هاولوداج، كوشين وكزاوتاكو، ويجد بها نهر شبيلى. تقسم المدينة إلى قسمين قسم شمالي وقسم جنوبي. ويبلغ عدد سكانها حوالي مليون ونصف مليون نسمة. وهي ثالث أكبر المدن في الصومال من حيث المساحة. والثانية من حيث الكثافة السكانية بعد العاصمة.

## نظرة عامة
بلد وين هي مدينة من ضمن مدن الصومال وهي تقع في وسط الصومال في المنطقة الوسطى من وادي نهر شبيلي قرب إقليم الصومال الغربي أوغادين 206 ميلا (332 كيلومترا) إلى الشمال من العاصمة مقديشو. ويمر بها نهر شبيلى ويقسم المدينة إلى قسمين قسم شمالي وقسم جنوبي.
اسم المدينة تعنى البلد الكبير ويبلغ عدد سكانها حوال مليون ونصف مليون نسمة. وهي ثالث أكبر المدن في الصومال من حيث المساحة. والثانية من حيث الكثافة السكانية بعد العاصمة.
بلد وين هي من أقدم المدن في الصومال وهي من البلدان التي تشتهر بالجزور السياسية التي خرجت منها مثل عدن عبد الله عصمان دار ووعبد الله عوسَبلى سياد كان سياسيا ودبلماسيا ووزيرا في الحكومة الأسبق. والسيد عبد الله عبدي Aaden (Koofi) كان مسؤولا عن البلدة حتى الانتقالية الرئيس الصومالي عبد الله يوسف أحمد ورشح يوسف أحمد هاغار (المعروف أيضا باسم محمد يوسف حجار) المحافظ الجديد للمنطقة. وكان قد أجبروا على الفرار من جانب اتحاد المحاكم الإسلامية وقد احاتط القوات التي تتبع يوسف مكران أحاط المدينة في آب / أغسطس 2006، وأنشأ الشريعة المحكمة في ظل الشيخ فرح المعلم.

## المناخ
تقع بلد وين على ارتفاع 1700متر فوق سطح البحر وهي واحدة من المناطق الاشد برودة في الصومال، مع تغير المناخ على مدار السنة. بين آذار / مارس ونيسان / أبريل، والمتوسط اليومي لدرجة الحرارة القصوى هي 22 °C في كانون الأول / ديسمبر، فإن المتوسط اليومي لدرجة الحرارة القصوى 11 °C.
والمنطقة الزمنية (بتوقيت شرق الولايات المتحدة) بالتوقيت العالمي +3

## التاريخ العسكري
حدث في بليث وين معركتي أساسيتين هم
- معركة بلد وين 2006
- معركة بلد وين 2008

وتعتبر المدينة ذات الأهمية الاستراتيجية وخلال عام 1970، كانت المدينة انطلاق لجبهة تحرير الصومال الغربي (WSLF)، والتي سعت لتحرير إقليم الصومال الغربي أوغادين في المنطقة وضمها لتشكيل الصومال الكبرى.
التاريخ العسكري
حدث في بلد وين معركتي أساسيتين هم
معركة بلد وين 2006
معركة بلدوين وقعت في 24 ديسمبر - 25 ديسمبر 2006 عندما احتلت قوات الإثيوبية وحكومة المؤقتة الموالية لها المدينة وحاربت ضد قوات مقاتلين اتحاد المحاكم الإسلامية وبلدوين تقع 100 كيلومترا إلى الشمال من بيدوا، مقر عاصمة الحكومة الاتحادية الانتقالية من الصومال ووقعت المدينة في الاحتلال الحبشى لمدة سنتان.
معركة بلد وين 2008
في يوليو 2008 بدات معركة بلدوين عندما هاجمت قوات المحاكم الإسلامية الصومالية المدينة لتحريرها من قوات الإثيوبية المحتلة وحركة الشباب المسلحين دخلت حى Qansah - ديري في 7 يونيو 2008، وسيطرت عليها من دون أن تواجه أي مقاومة. وقال المدنين هناك ان قوات قوات الحكومة المؤقتة فرت عندما وصل الإسلاميين إلى مدينة.
بدا القتال عندما نصب القوات الإسلامية كمينا لقافلة للجيش الإثيوبي في طريقها من Guguriel وقتل العشرات من اثيوبين ودمرت ثلاث مركبات عسكرية إثيوبية وقوات الإسلامية استولت عليها اثنين من مركبات العسكرية وكانت 11 من الإثيوبيين القتلى ضباط كبار. وانسحبت القوات الإثيوبية وعبرت الحدود.
و استعادت القوات الإسلامية المدينة سلميا بعد انسحاب قوات الإثيوبية من المنطقة. وحدثت بعض عمليات النهب من المنشآت الحكومية، ولكن القادة الإسلاميين دعوا السكان المحليين لإعادة الممتلكات المسروقة والحفاظ على السلام.
1. ↑  GeoNames (بالإنجليزية), 2005, QID:Q830106
2. ↑  "معلومات عن بلد وين على موقع catalogue.bnf.fr". catalogue.bnf.fr. مؤرشف من الأصل في 2019-07-30.
3. ↑  "معلومات عن بلد وين على موقع geonames.org". geonames.org. مؤرشف من الأصل في 2019-12-13.